# Gra tajemnic
Gra tajemnic (ang. The Imitation Game) − brytyjsko-amerykański dramat biograficzny z elementami dreszczowca z 2014 roku w reżyserii Mortena Tylduma. Adaptacja biografii Enigma. Życie i śmierć Alana Turinga autorstwa Andrew Hodgesa. 
Film przedstawia historię życia Alana Turinga, brytyjskiego matematyka i kryptologa, który opracował urządzenie służące do łamania kodu Enigmy. Pośrednio umożliwiło to wygranie przez aliantów II wojny światowej.
Do 2011 roku scenariusz filmu znajdował się na hollywoodzkiej liście najlepszych niezrealizowanych dotąd scenariuszy filmowych.
Film zarobił ponad 233 miliony dolarów przy budżecie produkcyjnym wynoszącym 14 milionów dolarów.

## Obsada
- Benedict Cumberbatch jako Alan Turing
- Keira Knightley jako Joan Clarke
- Matthew Goode jako Hugh Alexander
- Mark Strong jako Stewart Menzies
- Charles Dance jako Alastair Denniston
- Allen Leech jako John Cairncross
- Matthew Beard jako Peter Hilton
- Rory Kinnear jako detektyw Nock

## Produkcja
Zdjęcia do filmu kręcono na terenie Anglii w następujących lokacjach:
- Londyn (m.in. Royal Courts of Justice, dworzec King’s Cross Station, nieczynna stacja metra Aldwych, ulice Chancery Lane i Cloth Fair);
- Buckinghamshire (Bletchley Park, Chesham);
- Dorset (szkoła w Sherborne);
- Oxfordshire (rezydencja Joyce Grove w Nettlebed)[3].

## Premiera
Światowa premiera filmu miała miejsce 29 sierpnia 2014 roku podczas 41. Telluride Film Festival. Następnie film był prezentowany podczas MFF w Londynie i Toronto.
Polska premiera filmu miała miejsce w ramach Międzynarodowego Festiwalu Sztuki Autorów Zdjęć Filmowych Camerimage w Bydgoszczy, 15 listopada 2014.

## Nagrody i nominacje
87. ceremonia wręczenia Oscarów
- nominacja: najlepszy film roku − Nora Grossman, Ido Ostrowsky i Teddy Schwarzman
- nominacja: najlepsza reżyseria − Morten Tyldum
- nagroda: najlepszy scenariusz adaptowany − Graham Moore
- nominacja: najlepszy aktor pierwszoplanowy − Benedict Cumberbatch
- nominacja: najlepsza aktorka drugoplanowa − Keira Knightley
- nominacja: najlepsza muzyka − Alexandre Desplat
- nominacja: najlepszy montaż − William Goldenberg
- nominacja: najlepsza scenografia i dekoracja wnętrz − Maria Djurkovic i Tatiana Macdonald

72. ceremonia wręczenia Złotych Globów
- nominacja: najlepszy film dramatyczny
- nominacja: najlepszy aktor w filmie dramatycznym − Benedict Cumberbatch
- nominacja: najlepsza aktorka drugoplanowa − Keira Knightley
- nominacja: najlepszy scenariusz − Graham Moore
- nominacja: najlepsza muzyka − Alexandre Desplat

68. ceremonia wręczenia nagród Brytyjskiej Akademii Filmowej
- nominacja: najlepszy film
- nominacja: najlepszy film brytyjski
- nominacja: najlepszy aktor pierwszoplanowy − Benedict Cumberbatch
- nominacja: najlepsza aktorka drugoplanowa − Keira Knightley
- nominacja: najlepszy scenariusz adaptowany − Graham Moore
- nominacja: najlepszy montaż − William Goldenberg
- nominacja: najlepsze kostiumy − Sammy Sheldon
- nominacja: najlepsza scenografia − Maria Djurkovic i Tatiana Macdonald
- nominacja: najlepszy dźwięk − John Midgley, Lee Walpole, Stuart Hilliker i Martin Jensen

21. ceremonia wręczenia nagród Gildii Aktorów Ekranowych
- nominacja: wybitny występ aktora w roli pierwszoplanowej − Benedict Cumberbatch
- nominacja: wybitny występ aktorki w roli drugoplanowej − Keira Knightley
- nominacja: wybitny występ zespołu aktorskiego w filmie kinowym

19. ceremonia wręczenia Satelitów
- nominacja: najlepszy film roku
- nominacja: najlepszy aktor filmowy − Benedict Cumberbatch
- nominacja: najlepsza aktorka drugoplanowa − Keira Knightley
- nominacja: najlepsza reżyseria − Morten Tyldum
- nominacja: najlepszy scenariusz adaptowany − Graham Moore
- nominacja: najlepsza muzyka − Alexandre Desplat
- nominacja: najlepsza scenografia i dekoracja wnętrz − Maria Djurkovic i Tatiana Macdonald
- nominacja: najlepszy montaż − William Goldenberg